# Мицоби
Мицоби (груз. მიწობი) — село в Грузии. Находится в Хашурском муниципалитете края Шида-Картли. Высота над уровнем моря составляет 680 метров. Население — 313 человек (2014).